# Peter Hilsch
Peter Hilsch (* 13. Juli 1938 in Warnsdorf, Tschechoslowakei) ist ein deutscher Historiker, der sich besonders mit der Geschichte der böhmischen Länder im Mittelalter befasst.

Hilsch studierte Geschichte, Geographie und Latein an der Eberhard Karls Universität Tübingen. 1966 wurde er an der Universität Tübingen zum Dr. phil. promoviert und begann dort 1967 mit der Lehrtätigkeit am Seminar für mittelalterliche Geschichte. 2000 erfolgte die Habilitation ebenfalls an der Universität Tübingen. Hilsch schrieb unter anderem eine Biographie über Johannes Hus und ein Lehrbuch für das Studium der mittelalterlichen Geschichte, das inzwischen in 4. Auflage erschienen ist und laut der Rezension von Robert Gramsch einen „festen Platz im akademischen Grundlagenunterricht“ hat.

## Schriften
- Die Bischöfe von Prag in der frühen Stauferzeit. Ihre Stellung zwischen Reichs- und Landesgewalt von Daniel I. (1148–1167) bis Heinrich (1182–1197) (= Veröffentlichungen des Collegium Carolinum. Bd. 22). Lerche, München 1969 (zugleich: Tübingen, Universität, Dissertation, 1966).
- Johannes Hus. Prediger Gottes und Ketzer. Pustet, Regensburg 1999, ISBN 978-3-7917-1671-8.
- Das Mittelalter – die Epoche. 4., überarbeitete Auflage. UVK, Konstanz 2017, ISBN 978-3-8252-4806-2.
- Die böhmischen Länder im Mittelalter. Kohlhammer, Stuttgart 2023, ISBN 978-3-17-041704-5.